# Hedriodiscus lineatus
Hedriodiscus lineatus är en tvåvingeart som först beskrevs av Fabricius 1805.  Hedriodiscus lineatus ingår i släktet Hedriodiscus och familjen vapenflugor.
Artens utbredningsområde är Peru. Inga underarter finns listade i Catalogue of Life.